# Nilea campephaga
Nilea campephaga là một loài ruồi trong họ Tachinidae.